# Vikvägg

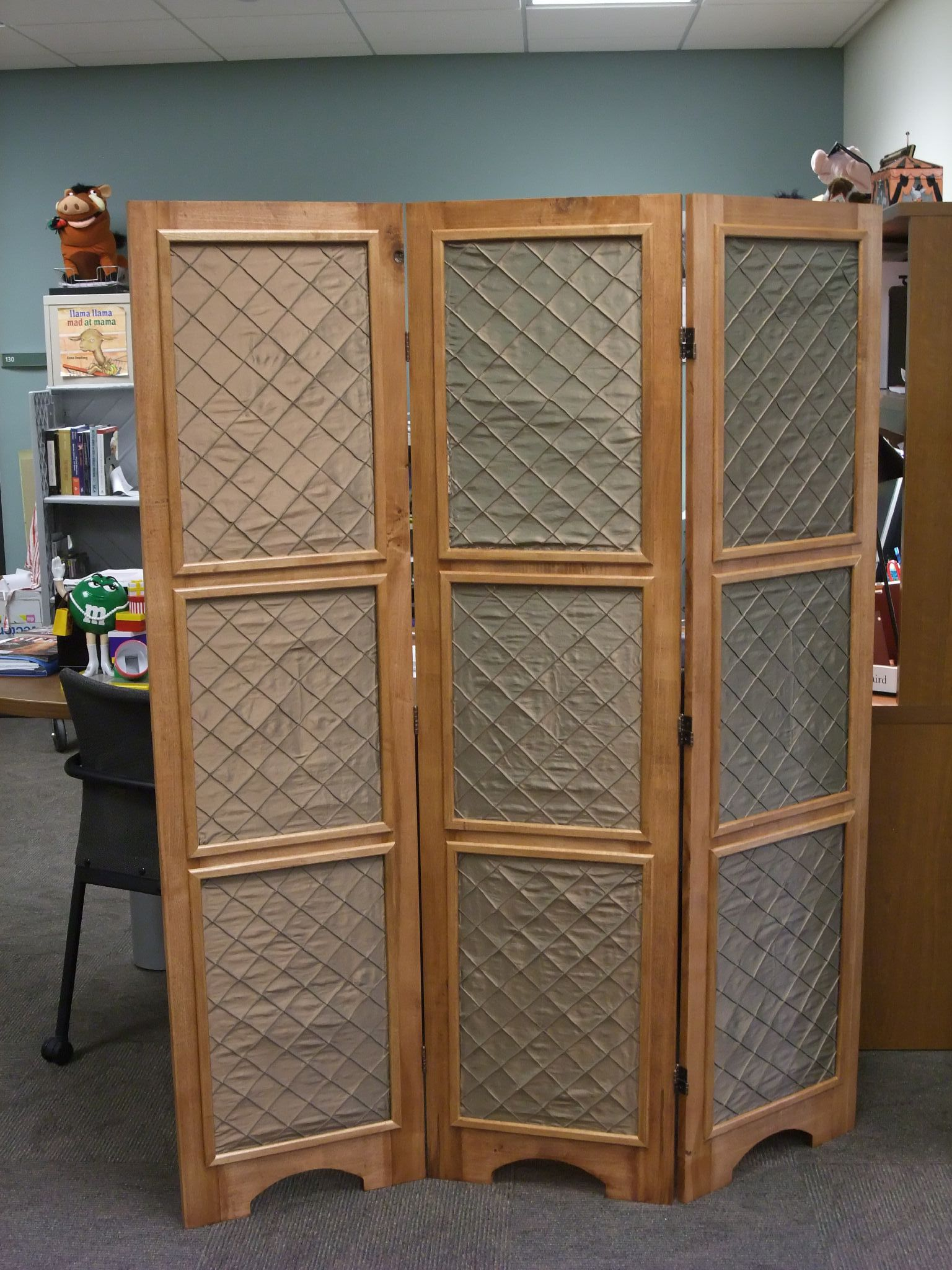
Vikvägg

En vikvägg är en typ av fristående möbel som består av flera ramar eller paneler, vilka ofta är förbundna med gångjärn eller på annat sätt. Vikväggar kan utformas på många olika sätt och med olika typer av material. Vikväggar har många praktiska och dekorativa användningsområden. En typ, med ursprung i det gamla Kina, spreds så småningom till Östasien och Europa.